# 訃報 1981年7月
訃報 1981年7月（ふほう 1981ねん7がつ）では、1981年（昭和56年）7月中に物故した、又は物故が報じられた人物についてまとめる。

## （1日 - 15日）

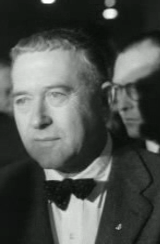
マルセル・ブロイヤー／7月1日没

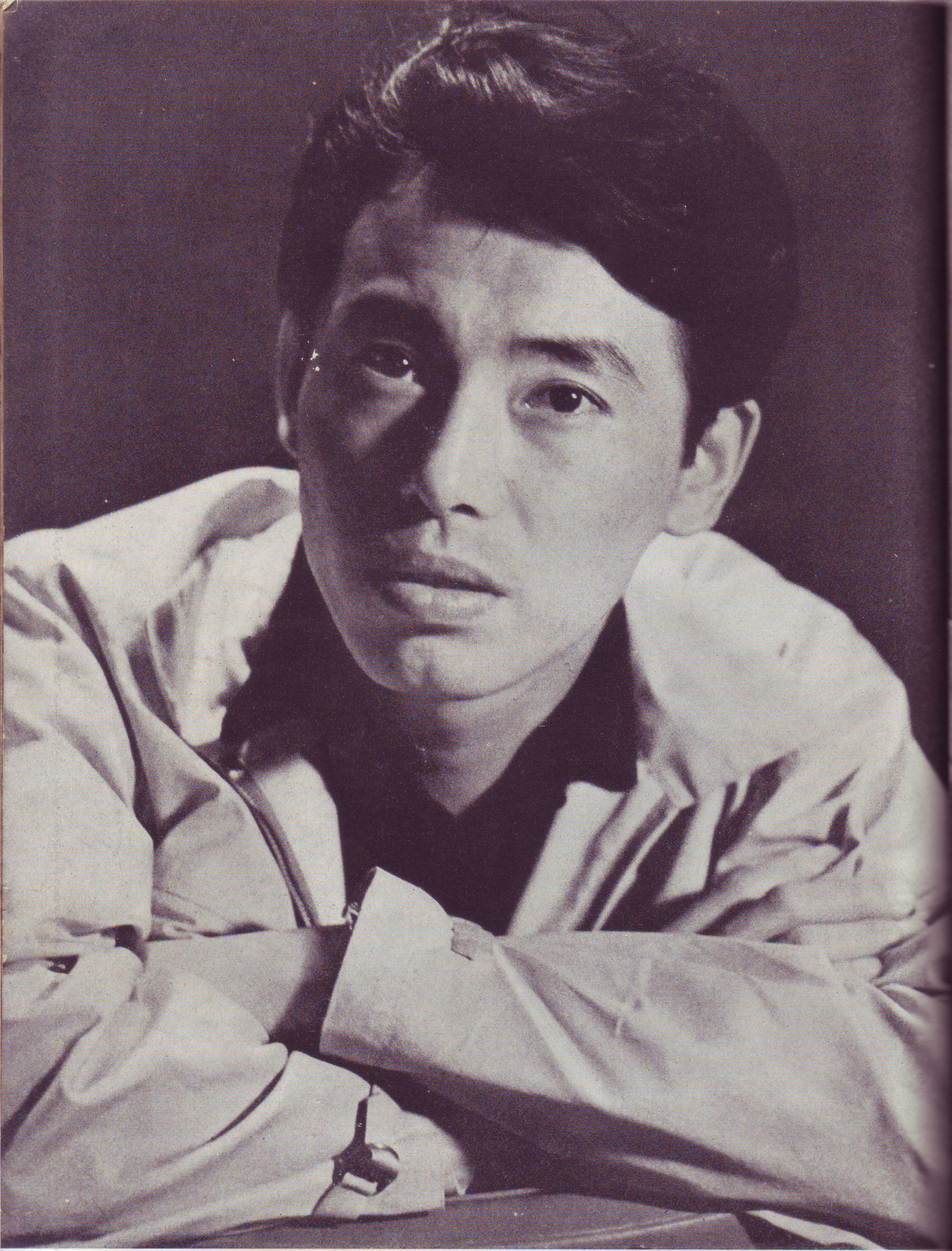
木村功／7月4日没

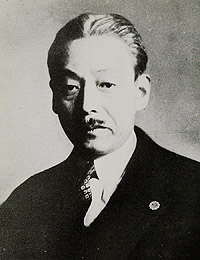
泉山三六／7月7日没

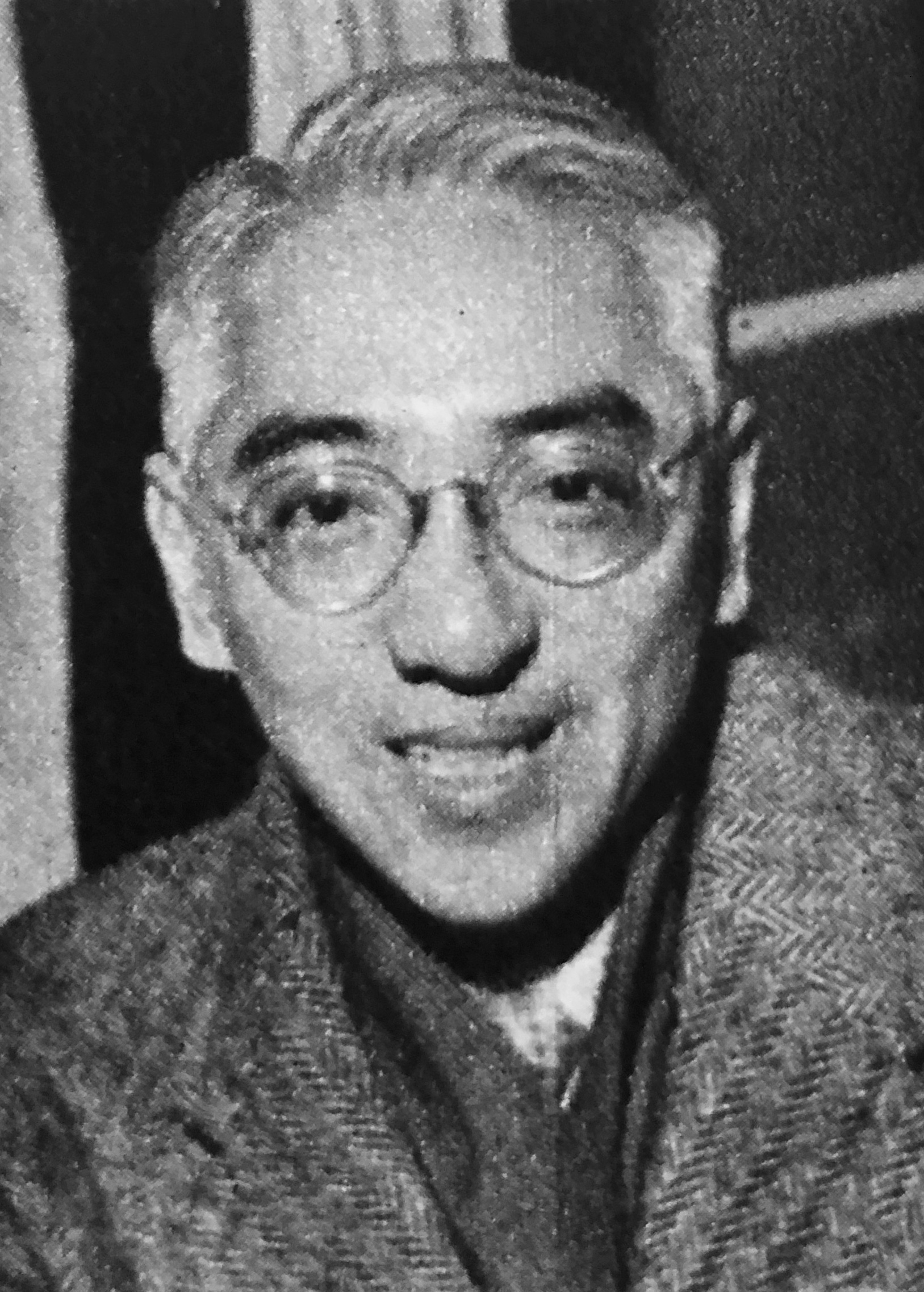
平岡養一／7月13日没

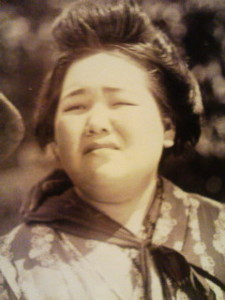
大山デブ子／7月14日没

- 7月1日 - マルセル・ブロイヤーアメリカ合衆国の建築家・家具デザイナー（* 1902年）
- 7月1日 - ジョージ・ヴォスコヴェック（英語版）、チェコの俳優・脚本家（* 1905年）
- 7月1日 - 村上武雄[要出典]、日本の経営者、東京ガス元社長（* 1919年）
- 7月4日 - 猪野俊平[要出典]、日本の植物形態学者、岡山大学助教授・教授・名誉教授（* 1907年）
- 7月4日 - 木村功、日本の俳優（* 1923年）
- 7月7日 - 泉山三六、日本の政治家、第54代大蔵大臣（* 1896年）
- 7月9日 - 春風亭一柳、日本の落語家（* 1935年）
- 7月10日 - 黒田正夫[1]、日本の登山家、理化学研究所名誉研究員（* 1897年）
- 7月10日 - 松本得三、日本のジャーナリスト（* 1915年）
- 7月13日 - 平岡養一、日本のシロフォン奏者（* 1907年）
- 7月14日 - 大山デブ子、日本の女優（* 1915年）
- 7月15日 - 山本弘、日本の洋画家（* 1930年）

## （16日 - 31日）

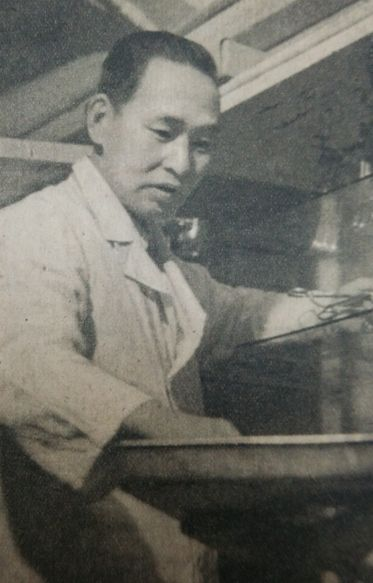
水原秋桜子／7月17日没

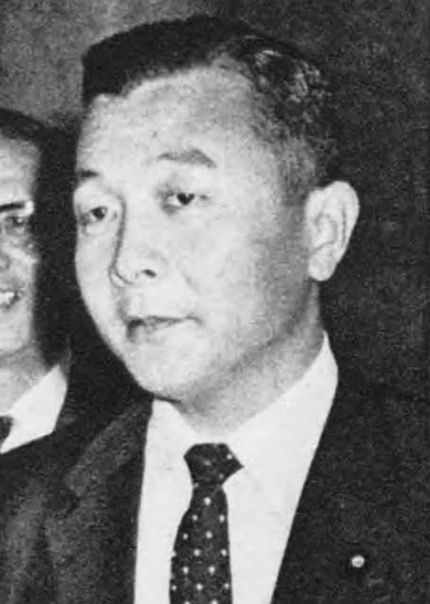
北条浩／7月18日没

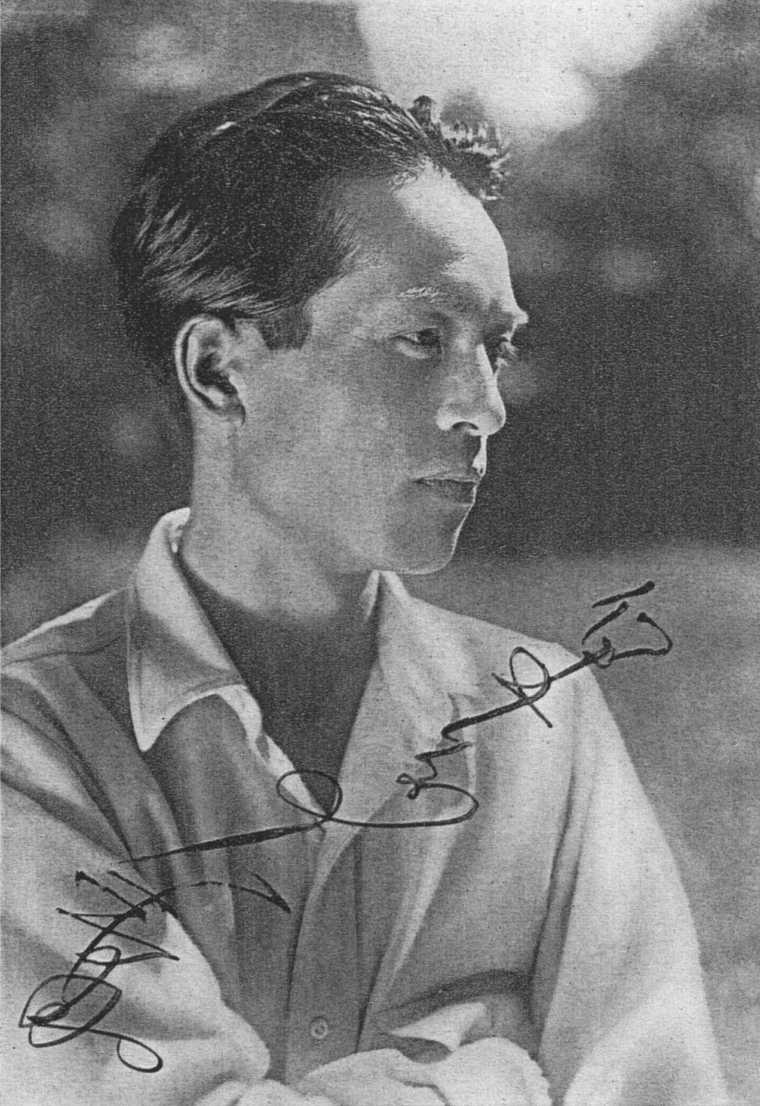
伊藤大輔／7月19日没

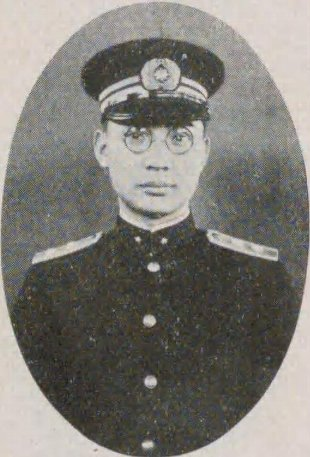
織田智／7月19日没

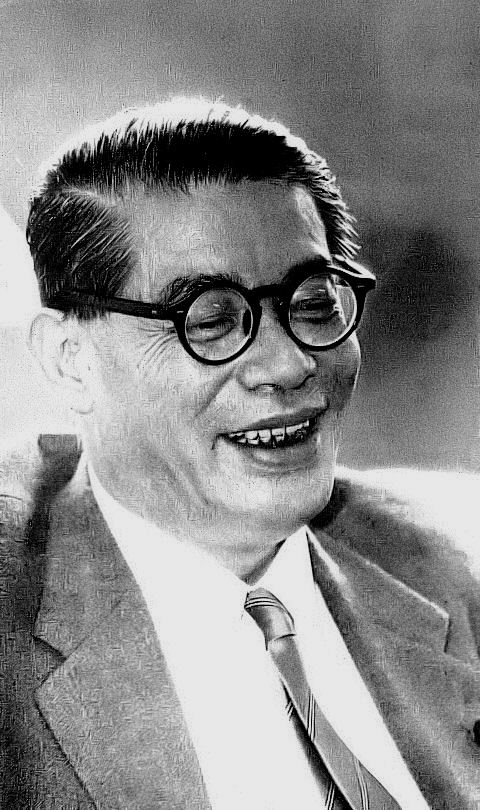
前尾繁三郎／7月23日没

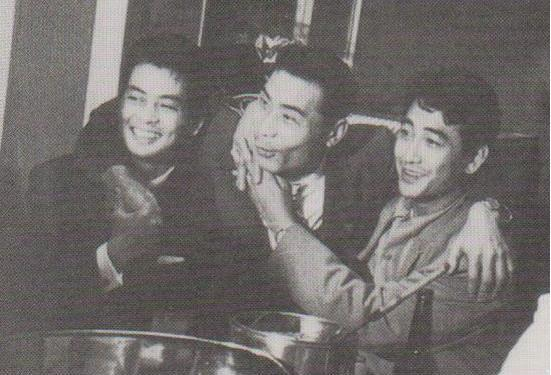
田岡一雄（中）／7月23日没

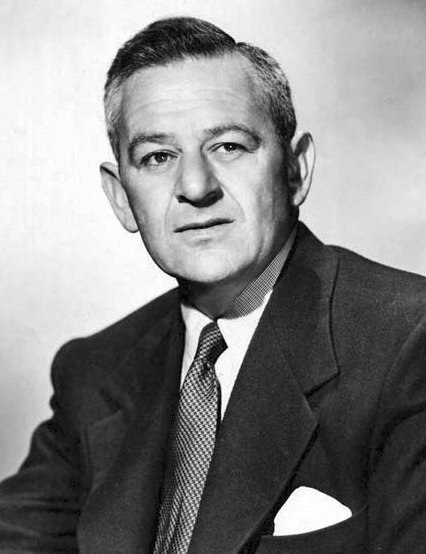
ウィリアム・ワイラー／7月27日没

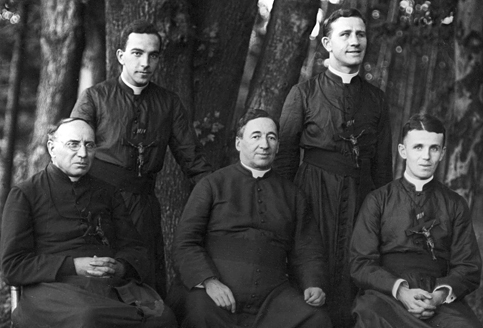
ジェームズ・E・ウォルシュ（前列右）／7月29日没

- 7月16日 - 四家文子、日本の歌手・声楽家（* 1906年）
- 7月16日 - ハリー・チェイピン（英語版）、アメリカ合衆国のシンガーソングライター（* 1942年）
- 7月17日 - 水原秋桜子、日本の俳人、医師・医学博士（* 1892年）
- 7月17日 - 穂積五一、日本の社会教育家（* 1902年）
- 7月18日 - 北条浩、日本の政治家・参議院議員（* 1923年）
- 7月19日 - 伊藤大輔、日本の映画監督・脚本家（* 1898年）
- 7月19日 - 織田智、日本の内務官僚、元山形県知事・元市川市長（* 1899年）
- 7月23日 - 前尾繁三郎、日本の政治家・官僚、第58代衆議院議長（* 1905年）
- 7月23日 - 田岡一雄、日本のヤクザ・実業家、山口組三代目組長（* 1913年）
- 7月24日 - 尾上菊次郎 (4代目)、日本の歌舞伎役者（* 1904年）
- 7月24日 - 遠藤茂、日本の農学者・政治家（* 1906年）
- 7月27日 - ウィリアム・ワイラー、アメリカ合衆国の映画監督（* 1902年）
- 7月29日 - ジェームズ・E・ウォルシュ、中華人民共和国の司教、メリノール会のアメリカ人カトリック宣教師（* 1891年）
- 7月29日 - 加藤喜美枝、日本の芸能プロモーター・マネージャー、美空ひばりの母（* 1913年）
- 7月29日 - 渡辺貞一、日本の画家（* 1917年）
- 7月30日 - 阿部甚吉、日本の弁護士、大阪弁護士会会長、日本弁護士連合会会長（* 1907年）